# België op de Olympische Winterspelen 1976
Tijdens de Olympische Winterspelen van 1976 die in Innsbruck werden gehouden nam België voor de tiende keer deel.
België werd op de twaalfde editie vertegenwoordigd door drie mannen en één vrouw die deel namen in het alpineskiën en schaatsen.
De Belgische equipe behaalde deze editie geen medaille op de Winterspelen. België kwam derhalve niet voor in het medailleklassement.
De alpineskiër Robert Blanchaer nam voor de tweede maal deel aan de Winterspelen, in 1972 was hij de enige Belgische deelnemer.
Schaatsster Linda Rombouts was de enige vrouw die voor België aan de Winterspelen deelnam en de eerste Belgische die aan de schaatswedstrijden deelnam. Ze was de achtste vrouw tot nu toe die namens België aan de Olympische Winterspelen deelnam, de kunstrijdsters Géraldine Herbos (1920, 1924), Josy van Leberghe (1928), Yvonne de Ligne (1932, 1936), Liselotte Landbeck (1936), Louise Contamine (1936), Micheline Lannoy (1948) en alpineskiester Patricia Du Roy de Blicquy (1964) waren haar voorgegaan.

## Deelnemers en resultaten

### Alpineskiën
| Olympiër (deelname)  | Discipline       | Klassering | Resultaat      |
| -------------------- | ---------------- | ---------- | -------------- |
| Robert Blanchaer (2) | Afdaling (m)     | 45e        | 1.54,30        |
| Robert Blanchaer (2) | Reuzenslalom (m) | 40e        | 3.57,90        |
| Robert Blanchaer (2) | Slalom (m)       | DNF        | niet gefinisht |
| Didier Xhaet (1)     | Afdaling (m)     | 42e        | 1.53,56        |
| Didier Xhaet (1)     | Reuzenslalom (m) | DNF        | niet gefinisht |
| Didier Xhaet (1)     | Slalom (m)       | DNF        | niet gefinisht |

### Schaatsen
| Olympiër (deelname)      | Discipline | Klassering | Resultaat           |
| ------------------------ | ---------- | ---------- | ------------------- |
| Gilbert van Eesbeeck (1) | 1500m (m)  | 28e        | 2.12,74 (+ 13,36)   |
| Gilbert van Eesbeeck (1) | 5000m (m)  | 30e        | 8.29,78 (+ 1.05,30) |
|                          |            |            |                     |
| Linda Rombouts (1)       | 500m (v)   | 27e        | 48,31 (+ 5,55)      |
| Linda Rombouts (1)       | 1000m (v)  | DNS        | niet gestart        |
| Linda Rombouts (1)       | 1500m (v)  | 26e        | 2.32,96 (+ 16,38)   |
| Linda Rombouts (1)       | 3000m (v)  | 26e        | 5.10,35 (+ 25,16)   |

Andorra · Argentinië · Australië · België · Bondsrepubliek Duitsland · Bulgarije · Canada · Chili · Duitse Democratische Republiek · Finland · Frankrijk · Griekenland · Groot-Brittannië · Hongarije · IJsland · Iran · Italië · Japan · Joegoslavië · Libanon · Liechtenstein · Nederland · Nieuw-Zeeland · Noorwegen · Oostenrijk · Polen · Roemenië · San Marino · Sovjet-Unie · Spanje · Taiwan · Tsjecho-Slowakije · Turkije · Verenigde Staten · Zuid-Korea · Zweden · Zwitserland